# Luís Lello
Luís Filipe Fernandes Pereira Guimarães Lello (Porto, 3 de abril de 1947 - Amadora, 2 de dezembro de 1980) foi um actor português.

## Vida pessoal
Filho de Carlos Alberto Guimarães Lello e de sua mulher Maria Luísa Fernandes Pereira, foi casado pela primeira vez com a actriz Maria do Céu Guerra, sendo pai da actriz Rita Lello, e casado pela segunda vez a 12 de fevereiro de 1974 com Isabel Maria Marques de Varennes de Mendonça (Lisboa, São Sebastião da Pedreira, 6 de abril de 1947 - 13 de setembro de 2012), de quem foi segundo marido, sendo pai de Filipa de Varennes de Mendonça Cavalheiro (Lisboa, 7 de dezembro de 1975).

## Carreira como ator
Estreou-se como actor em 1976, entrando em filmes como O Funeral do Patrão, Kilas, o Mau da Fita e A Vida É Bela?!  e entrou em apenas uma série chamada Zé Gato. Trabalhou como ator em três filmes e em apenas uma série de televisão, Zé Gato, onde interpretou o caricato Matrículas, trabalho em que ficou conhecido como ator pelo grande público.

## Televisão
- Zé Gato RTP 1979 'Matrículas'[1]

## Filmografia (Filmes Portugueses)
- O Funeral do Patrão (1976)
- Kilas, o Mau da Fita (1980) 'Tereno'
- A Vida É Bela?! (1982) 'Luís'

## Morte
No dia 2 de dezembro de 1980, Luís Lello morreu na sequência de uma intoxicação por inalação de gás. O ator tinha apenas 33 anos de idade.